# Importation parallèle
Le terme importation parallèle désigne un bien qui n'a pas subi de contrefaçon, mais qui est importé d'un autre pays sans l'autorisation du détenteur de la propriété intellectuelle. Ces biens sont souvent écoulés sur le « marché gris » et sont souvent en cause lors de litiges sur le commerce international et la propriété intellectuelle.
L'importation parallèle survient principalement pour deux raisons :
1. Différentes versions d'un même produit sont fabriquées pour différents marchés (par exemple, le magazine Elle existe en versions française et canadienne).
2. Des sociétés vendent le même produit à deux prix différents selon le marché. Dans un marché, le prix est P1, alors que dans l'autre, il est P2, moins élevé. Si la différence est importante, des revendeurs achèteront le produit à P2 pour le revendre à P1.

## Histoire
En 1916, l'importation parallèle est prise en compte dans un traité commercial entre Roumanie et Allemagne.
En 1918, la question des importations parallèles concerne déjà la France et l'Amérique du Sud.
En 1919, l'importation parallèle concerne l'importaiton en France métropolitaine de sucre d'Indochine ou de hong-kong face à un mécanisme de licence.
À la fin des années 1990, la question des importations parallèle se posent pour les médicaments et dans un contexte de concurrence réglementée.
En 1994, une pratique d'importations parallèles a entraîné une perte du chiffre d'affaires de 230 millions de DM pour la filiale britannique de Bayer. Le groupe Bayer a alors changé sa politique de livraison et n’a plus honoré l'intégralité des commandes passées par les grossistes espagnols et français.

## Réglementation européenne
« L'importation parallèle d'un médicament consiste à importer puis distribuer le médicament d'un État membre dans un autre État membre, en dehors du réseau de distribution mis en place par le fabricant ou son distributeur agréé.
La Commission rappelle que les importations parallèles sont une forme légale de commerce au sein du marché intérieur en vertu du principe de libre circulation des marchandises. Dans le secteur pharmaceutique, le commerce parallèle tire avantage des différences de prix fixés par les gouvernements nationaux pour contrôler leurs dépenses de santé. Bien que légales, les importations parallèles de médicaments peuvent cependant être restreintes lorsqu'elles portent atteinte à la protection de la santé et de la vie humaines, ainsi qu'à la protection de la propriété industrielle et commerciale. »

— Communication de la Commission, du 30 décembre 2003, « Importations parallèles de spécialités pharmaceutiques dont la mise sur le marché a déjà été autorisée »,
Note: le terme «importation» est utilisé pour des raisons d'usage même s'il est possible de considérer que le terme n'a plus toute sa pertinence dans un marché intérieur.

## Réglementation française
« L’importation parallèle est définie comme le fait, pour un opérateur économique, étranger au circuit de distribution officiel du titulaire de l’autorisation de mise sur le marché (AMM), d’acquérir dans un Etat partie à l’Accord sur l’Espace économique européen une spécialité ayant une AMM délivrée par les autorités sanitaires de cet Etat, en vue de sa commercialisation en France, où cette même spécialité a une AMM délivrée par l’Agence nationale de sécurité du médicament et des produits de santé (ANSM).
L’importation parallèle est soumise à une autorisation préalable délivrée par l’ANSM. »

— Ministère des Solidarités et de la Santé.

« L’importation parallèle est une procédure administrative qui permet de se procurer dans un autre état membre de l’Espace économique européen, dans de meilleures conditions économiques, un médicament vétérinaire en référence à un médicament vétérinaire autorisé en France. »

— Anses

## règlementation polonaise
« L’article 2, point 7b, de l’Ustawa – Prawo farmaceutyczne (loi relative au droit pharmaceutique), du 6 septembre 2001 (Dz. U. de 2020, position 944, ci-après la « loi sur les médicaments »), définit la notion d’« importation parallèle » comme suit :
« La notion d’importation parallèle désigne toute activité, au sens de l’article 72, paragraphe 4, consistant à importer depuis les États membres de l’Union européenne ou les États membres de l’Association européenne de libre-échange (AELE) – parties à l’accord sur l’Espace économique européen, un médicament remplissant cumulativement les conditions suivantes :
a)      le médicament importé possède la même substance active (substances actives), au moins les mêmes indications jusqu’au troisième niveau du code ATC/ATCvet (le code de classification internationale anatomique, thérapeutique et chimique des médicaments ou le code de classification internationale anatomique, thérapeutique et chimique des médicaments vétérinaires), ainsi que le même dosage, la même voie d’administration et la même forme qu’un médicament autorisé sur le marché sur le territoire de la République de Pologne ou une forme similaire, qui ne génère pas de différences thérapeutiques par rapport au médicament autorisé sur le marché sur le territoire de la République de Pologne ;
b)      le médicament importé et le médicament autorisé sur le marché sur le territoire de la République de Pologne sont simultanément des médicaments de référence ou des produits équivalents de médicaments de référence, respectivement au sein de l’État à partir duquel le médicament est importé et sur le territoire de la République de Pologne. » »

— Curia

## Jurisprudence européenne
Selon la jurisprudence de la Cour, l'importateur parallèle qui reconditionne un médicament revêtu d'une marque doit avertir préalablement le titulaire de la marque de la mise en vente du médicament reconditionné.
Une disposition selon laquelle l’autorisation d’importation parallèle d’un médicament expire de plein droit au terme d’un délai d’un an à compter de l’expiration de l’AMM de référence dans cet État membre constitue une restriction à la libre circulation des marchandises.